# Apometriocnemus beringensis
Apometriocnemus beringensis is een muggensoort uit de familie van de dansmuggen (Chironomidae). De wetenschappelijke naam van de soort is voor het eerst geldig gepubliceerd in 1988 door Cranston and Oliver.